# Buckner (Illinois)
Buckner es una villa ubicada en el condado de Franklin en el estado estadounidense de Illinois. En el Censo de 2010 tenía una población de 462 habitantes y una densidad poblacional de 199,75 personas por km².

## Geografía
Buckner se encuentra ubicada en las coordenadas 37°58′52″N 89°0′56″O / 37.98111, -89.01556. Según la Oficina del Censo de los Estados Unidos, Buckner tiene una superficie total de 2.31 km², de la cual 2.26 km² corresponden a tierra firme y (2.35%) 0.05 km² es agua.

## Demografía
Según el censo de 2010, había 462 personas residiendo en Buckner. La densidad de población era de 199,75 hab./km². De los 462 habitantes, Buckner estaba compuesto por el 98.27% blancos, el 0% eran afroamericanos, el 0.65% eran amerindios, el 0% eran asiáticos, el 0% eran isleños del Pacífico, el 0% eran de otras razas y el 1.08% pertenecían a dos o más razas. Del total de la población el 2.16% eran hispanos o latinos de cualquier raza.